# Nisshin (1939)

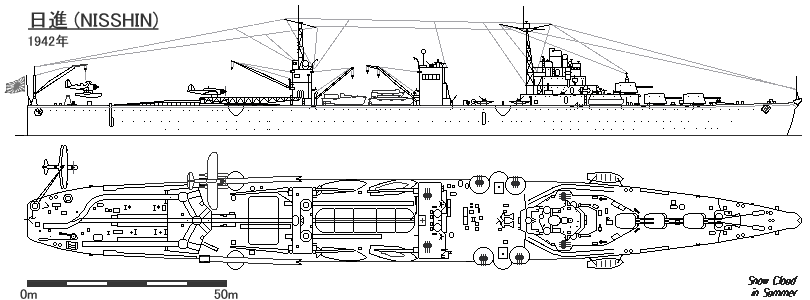
Szkic "Nisshin"

„Nisshin” (jap. 日進, にっしん) – japoński transportowiec wodnosamolotów z okresu II wojny światowej, jedyny okręt swojego typu. Używany głównie jako szybki transportowiec wojska. Zatopiony 22 lipca 1943 przez amerykańskie lotnictwo.

## Historia powstania
„Nisshin” był ostatnim z linii japońskich dużych transportowców wodnosamolotów. Stanowił ulepszenie typu „Mizuho„, który z kolei stanowił rozwinięcie typu „Chitose„. Tak, jak poprzednik, był napędzany dwoma silnikami dieslowskimi, lecz ich moc zwiększono trzykrotnie w celu uzyskania wyższej prędkości. Liczba przenoszonych wodnosamolotów miała zostać zwiększona do 25 (15 typu 12 Shi i 10 typu 14 Shi), z czego 5 było rezerwowych w stanie rozmontowanym.  Dla obsługi cięższych wodnosamolotów wprowadzono katapulty prochowe. Wzmocniono natomiast uzbrojenie artyleryjskie, montując trzy dwudziałowe wieże 140 mm na dziobie - pierwsze dwie jedna za drugą, a trzecia nad nimi w superpozycji („Mizuho” miał 6 dział uniwersalnych 127 mm). Wprowadzono ponadto możliwość stawiania aż 700 min.
Okręt zamówiono w ramach programu wymiany floty z 1937 roku. Stępkę pod budowę położono 2 listopada 1938 w Stoczni Marynarki w Kure. Kadłub wodowano już 30 listopada 1939, lecz wyposażanie trwało dłużej i okręt wszedł do służby 27 lutego 1942.
Jeszcze przed ukończeniem budowy okręt zmodyfikowano, wprowadzając możliwość przenoszenia 12 miniaturowych okrętów podwodnych typu A; w celu ich spuszczania nieco przerobiono rufową pawęż. W tym celu liczbę samolotów zredukowano do 10 (w tym dwa rezerwowe), a liczbę katapult z 4 do 2. W 1943 roku wzmocniono nieco lekkie uzbrojenie przeciwlotnicze, z 18 działek 25 mm (8 podwójnych i 2 pojedynczych) do 20 działek (6 potrójnych i 2 pojedynczych).
Planowano w programie z 1942 roku budowę dwóch dalszych nieco powiększonych okrętów, oznaczonych jako nr 863 i 864, lecz z niej zrezygnowano i nie rozpoczęto ich.

## Służba
Po wejściu do służby 27 lutego 1942, początkowo załoga okrętu szkoliła się na japońskim Morzu Wewnętrznym. 20 marca okręt został przydzielony do 6. Floty.
„Nisshin” wziął udział w operacji w celu zajęcia Midway, zakończonej japońską klęską w bitwie pod Midway. Wchodził w skład Sił Głównych admirała Isoroku Yamamoto, tworząc wraz z transportowcem wodnosamolotów „Chiyoda„ zespół do zadań specjalnych. Oba okręty przenosiły miniaturowe okręty podwodne, które po zajęciu Midway miały być użyte do obrony atolu. „Nisshin” przenosił wówczas tylko jeden  wodnosamolot Mitsubishi F1M Pete. W samej bitwie okręty nie wzięły udziału i 19 czerwca powróciły do Hashirajima w Japonii.
We wrześniu 1942 „Nisshin” został skierowany na obszar walk toczonych wokół Guadalcanalu w archipelagu Wysp Salomona. 28 września 1942 rano został zaobserwowany w okolicach Kaviengu na Nowej Irlandii przez amerykański okręt podwodny USS „Sculpin” (SS-191) i według niektórych źródeł, uszkodzony przez niego dwoma torpedami. Z dziennika okrętu podwodnego wynikało jednak, że atakował on zauważony później tankowiec, a z kolei „Nisshin” wziął udział w akcji już dwa dni później.

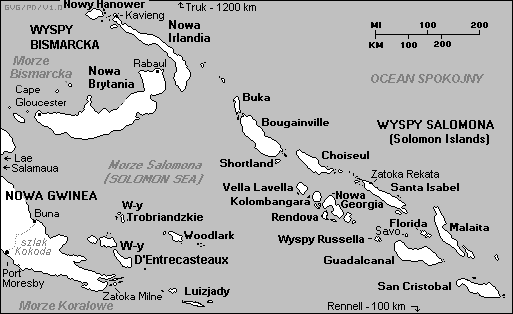
Rejon działań 1942−1943 (baza Truk leży poza mapą, ok. 1300 km na północ od Rabaulu)

30 września 1942 „Nisshin” przepłynął z Kaviengu na wyspę Shortland, a 3 października wyruszył stamtąd w nocny rejs z posiłkami dla garnizonu Guadalcanalu (z niszczycielami „Nowaki„ i „Maikaze„), transportując 9 dział i 330 ludzi z generałem Masao Maruyamą z 2. Dywizji. Podczas wyładunku około 22, „Nisshin” został lekko uszkodzony bliskim wybuchem bomby amerykańskiego samolotu, doznając przecieku w maszynowni, przez co odpłynął z 2 działami i 80 żołnierzami. Dalsze ataki lotnictwa po drodze nie były skuteczne. 8 października 1942 „Nisshin” ponownie odbył rejs z Shortland na Guadalcanal, przewożąc sześć dział przeciwlotniczych, dwie haubice i 180 żołnierzy, w eskorcie niszczyciela „Akizuki” i czterech innych, przewożących dalszych 560 żołnierzy. 9 października w nocy po wyładunku zespół był atakowany przez samoloty, lecz nieskutecznie.
11 października 1942 transportowce wodnosamolotów „Nisshin” i „Chitose„ w eskorcie 6 niszczycieli odbyły rejs zaopatrzeniowy z Shortland na Guadalcanal (przylądek Tassafaronga), przewożąc 4 haubice, 2 działa polowe, 1 działo przeciwlotnicze, inne wyposażenie i 280 żołnierzy oraz dalszych żołnierzy na niszczycielach. Towarzyszył im zespół osłony admirała Gotō, który poniósł porażkę w starciu z amerykańskimi okrętami koło przylądka Ésperance. Mimo to, zespół transportowy wykonał swoje zadanie i wycofał się (jedynie dwa niszczyciele, odesłane do poszukiwań rozbitków, zatopiło amerykańskie lotnictwo). 14 października 1942 „Nisshin” z krążownikami „Sendai„, „Yura„ i 4 niszczycielami dostarczył kolejne 1100 żołnierzy na Guadalcanal.
Przez kolejne miesiące, do czerwca 1943, „Nisshin” kilkakrotnie kursował między Rabaulem, Truk a Japonią (Kure lub Yokosuka). 10 lipca 1943 wyruszył w końcu z Kure z posiłkami dla garnizonu Bougainville (630 żołnierzy, 22 czołgi, artyleria i zapasy), w eskorcie niszczycieli „Arashi„ i „Hagikaze„ i przez Truk dotarł 21 lipca do Rabaulu. Tego samego dnia wieczorem wyruszył stamtąd z niszczycielami „Arashi”, „Hagikaze” i „Isokaze”, również transportującymi wojsko, do Buin na wschodzie Bougainville, poprzez wyspę Shortland. Cel rejsu został jednak odkryty przez rozpoznanie lotnicze i kryptologów amerykańskich. 22 lipca około 13.45 (dwie godziny przed osiągnięciem celu), zespół został zaatakowany przez trzy fale samolotów amerykańskich - łącznie 34 bombowce nurkujące SBD i bombowce TBF, dwanaście bombowców ciężkich B-24 i kilkanaście B-17. Pomimo uniknięcia bomb ciężkich bombowców, „Nisshin” został trafiony 6 bombami bombowców SBD i TBF i szybko zatonął o 14.05 na pozycji 6°35′S 156°10′E/-6,583333 156,166667, między wyspami Bougainville i Choiseul. Niszczyciele uniknęły trafień. Z powodu szybkości zatonięcia, a także tego, że  niszczyciele obładowane ludźmi mogły ryzykować prowadzenie akcji ratowniczej jedynie ok. 2 godziny, uratowano jedynie 87 członków załogi, w tym 7 oficerów oraz 91 żołnierzy. 10 września 1942 „Nisshin” został oficjalnie skreślony z listy floty.
Dowódcy
- 27. 02. 1942 – 05. 12. 1942: kmdr Katsumi Komazawa
- 05. 12. 1942 – 22. 07. 1943†: kmdr Jotaro Ito

## Dane techniczne
- wyporność:[1]
  - standardowa: 11.317 t
  - normalna: 12.300 t
- wymiary:
  - długość całkowita: 192,5 m
  - długość na linii wodnej: 188 m
  - szerokość: 19,7 m
  - zanurzenie: 7 m
- napęd: 2 silniki wysokoprężne 6-cylindrowe o mocy łącznej 47 000 KM, 2 śruby[5][1]
- prędkość maksymalna: 28 w.
- zasięg: 11.000 mil morskich przy prędkości 18 w[5]
- zapas paliwa: ?
- załoga: ?

Uzbrojenie i wyposażenie:
- 6 dział 140 mm w wieżach dwudziałowych (3xII)[a]
- 18-20 działek przeciwlotniczych 25 mm Typ 96 (8xII, 2xI → 6xIII, 2xI)
- 8 wodnosamolotów + 2 rezerwowe w częściach (typy Aichi E13A i Mitsubishi F1M)[2]
- 12 miniaturowych okrętów podwodnych typu A (możliwość)
- 700 min (możliwość)